# Musée ferroviaire (Belgrade)
Le  Musée ferroviaire  de Belgrade présente l’histoire des chemins de fer de l’ex-Yougoslavie et de la Serbie.

## Histoire
Une exposition pour célébrer le centenaire des chemins de fer de la Yougoslavie est montée dans les sept grandes salles de la Galerie moderne du parc Tivoli à Ljubljana. Une fois l'exposition terminée, le cadre de l'exposition a été préservé et utilisé comme base pour la fondation du Musée ferroviaire. Le musée fait partie du Ministère des chemins de fer depuis sa fondation le 1er février 1950, jusqu’à son transfert au Bureau des activités d'édition et de marketing des journaux en 1960. Partie intégrante du Bureau jusqu’en 2002, le musée devient ensuite sous la direction du bureau du directeur général de la «ZTP Belgrade». Depuis 2010, le musée est devenu partie de l'unité organisationnelle du Centre des médias de la Železnice Srbije.
Le musée se trouve au rez-de-chaussée de l’édifice du bureau-chef des chemins de fer serbes, un bâtiment construit en 1931 en style néoclassique. L'exposition permanente illustre le développement des chemins de fer en Serbie et dans le monde. Entre autres, elle comprend la locomotive 'Rama' de 1861 qui a tiré le premier train de parade pour arriver à Sarajevo en 1882 (remodelé pour ressembler à une locomotive de 1877) et le 'Milan', première locomotive construite au pays, en 1882, à Majdanpek ,.

## Collection

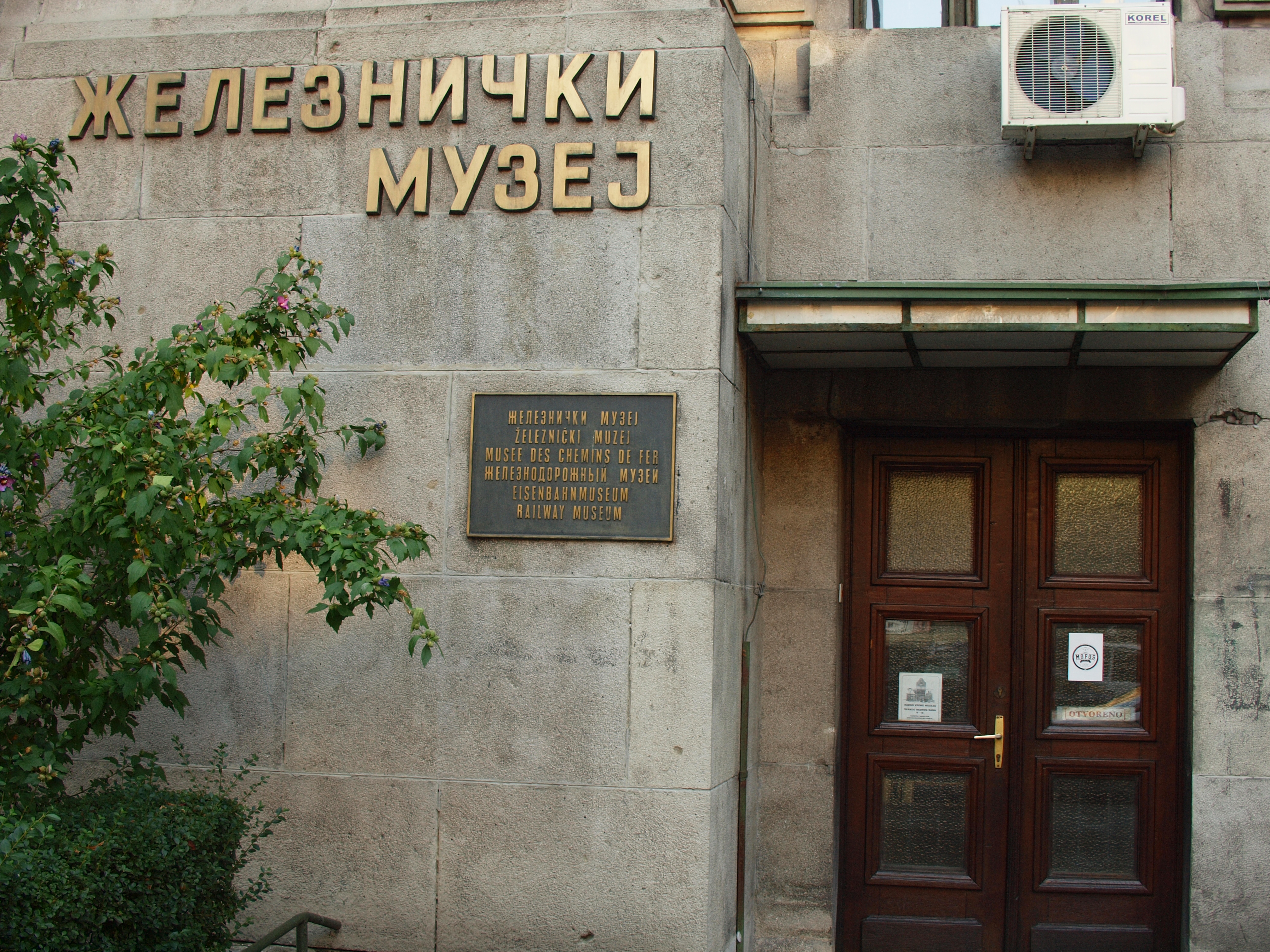
Entrée.
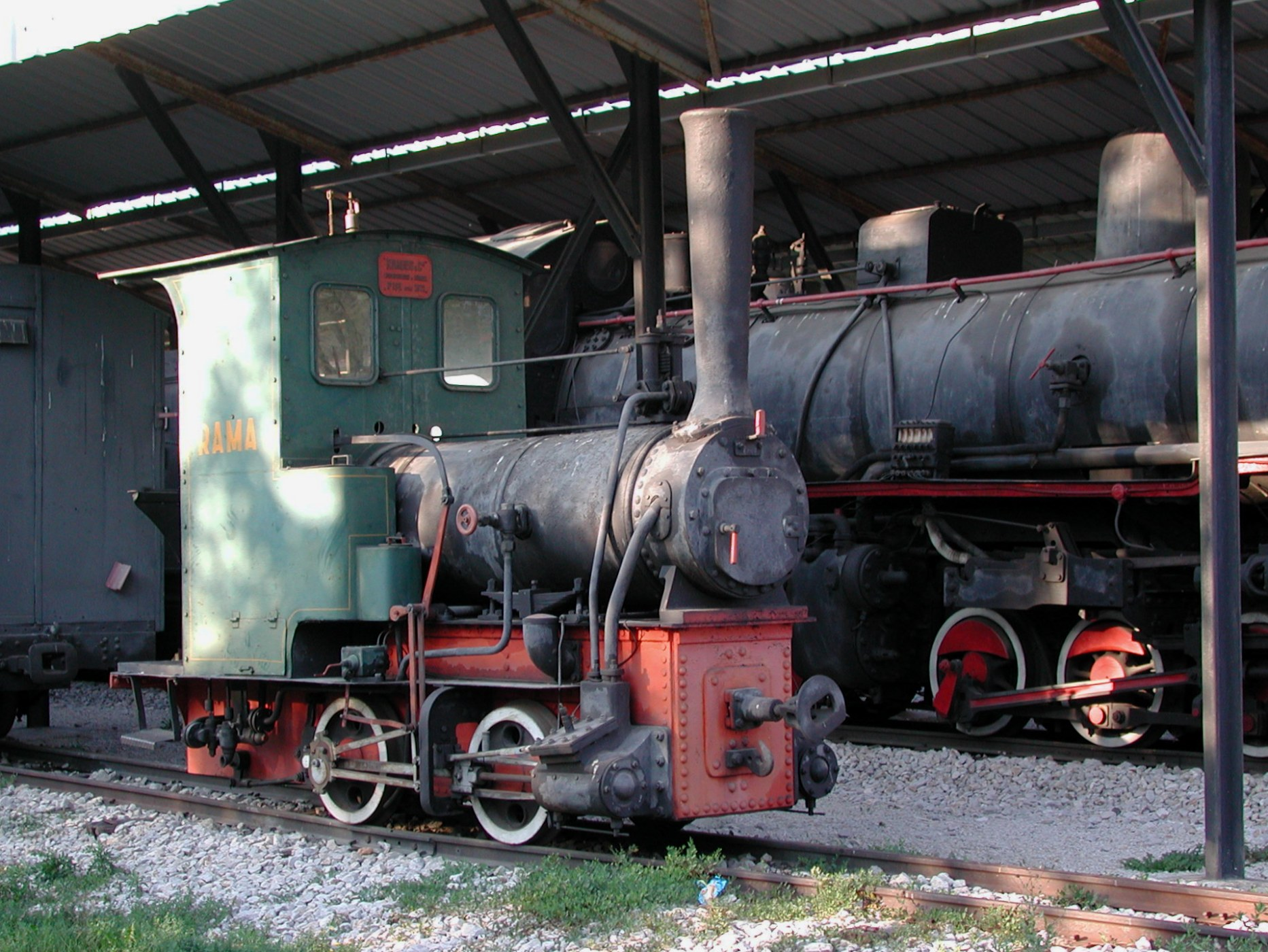
Locomotive Rama.
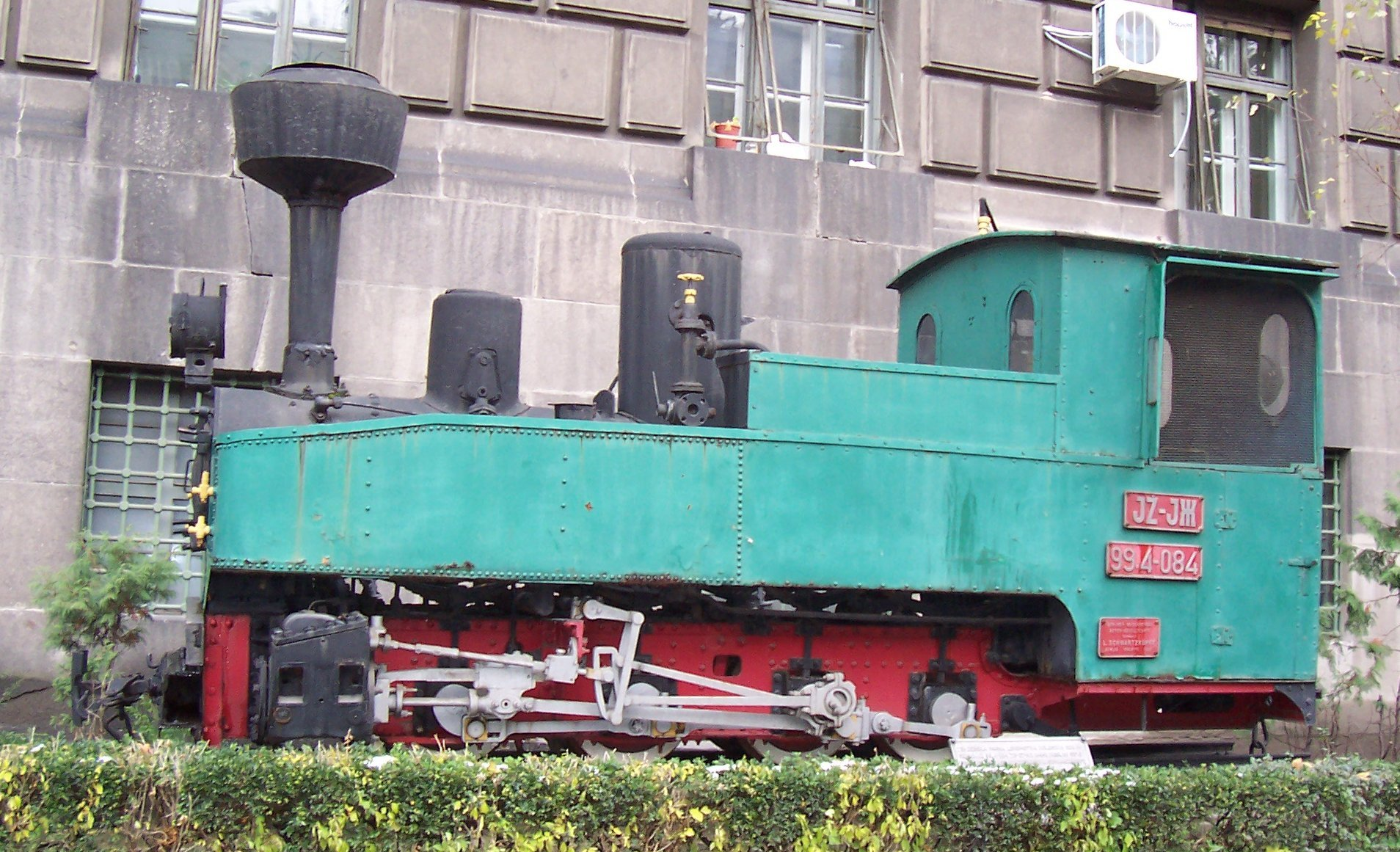
JŽ class 99.4.084.